# 阮繥
阮繥（越南语：／，1892年12月18日—1965年5月16日），字喜臣，越南廣義省人，阮朝官員，阮紳之子。

## 生平
成泰四年十月三十日（1892年12月18日），生於越南廣義省。父親阮紳爲阮朝大臣。1902年，隨父親赴法訪問，並留在法國學習農工技術。
1913年畢業於法國國立杜埃農業工業學院（法語：École nationale des industries agricoles à Douai），取得工程師文憑。在法留學期間，他曾與潘周楨有過接觸，並受到潘的影響。
1914年，阮繥回國，擔任輔政府承派一職。1915年，升為機密院幫佐。1917年，外派為懷仁知府。1920年，他因為看不慣法國住京官員凌辱百姓，與法國官員扭打在一起，因而被降職為吏部暫派。1922年，出任寧順管道。1925年，任富安按察使。1930年，任吏部侍郎。1931年，任廣平巡撫。1932年，隨團前往法國，迎請保大帝回國親政。回國後改任承天府尹。1933年5月，任平富總督。1937年，任清化總督。不久改任機密院參知。1944年，任順化上審座正審官。1945年八月革命中，越盟缺席判決阮繥死刑，他在擔任共產黨領導人的侄子阮紹建議下，捐出了自己名下的土地，得以免去一死。1948年，阮繥出任越南中分司法監督兼順化上審座掌理，同時期他與越南國民黨往來密切。
1965年5月16日（舊曆四月十六日），阮繥在西貢去世，得年七十四歲。

## 榮譽
- 大南龍星指揮官勳位[3]
- 法國榮譽軍團勳章騎士勳位（1936年）[3][7]

## 家庭
阮繥娶美良公主與其第一任丈夫的女兒，兩人育有一女阮氏玉簪，藝名明庄，爲著名歌手。明庄之女端庄（藝名瓊交）亦爲歌手。
另有與黎氏秀鶯之女阮氏玉蘭適阮福寶徵之子阮福永壽，後者在越南共和國時期曾任駐日本大使。